# Potyczka pod Potokiem
Potyczka pod Potokiem – potyczka powstania styczniowego stoczona 20 marca 1863 roku w okolicach wsi Potok. Starcie odbyło się między oddziałem powstańczym pod dowództwem podpułkownika Dionizego Czachowskiego, a oddziałem rosyjskim. Walka zakończyła się wygraną powstańców.

## Geneza
Wkrótce po wybuchu powstania styczniowego Marian Langiewicz zorganizował w Wąchocku swoją własną partię powstańczą. Liczyła ona w pierwszych dniach powstania około tysiąca powstańców. Oddział ten składał się z trzech batalionów, a czwarty batalion był dopiero formowany. Dowódcą trzeciego batalionu był Dionizy Czachowski. Batalion liczył wtedy 310 żołnierzy. W dniach 1–3 lutego 1863 doszło do kilku starć pod Wąchockiem, które powstańcy przegrali. W rezultacie tych starć dowódcy dwóch pierwszych batalionów rozpuścili swoich żołnierzy. Batalion Czachowskiego, mimo przegranej, zachował zdolność bojową. W ciągu następnych tygodni Marian Langiewicz stoczył szereg walk na terenie województwa sandomierskiego i krakowskiego. W międzyczasie ogłosił się dyktatorem powstania. Oddział Langiewicza ciągle się powiększał, osiągając w końcu liczebność około 3600 żołnierzy i zyskując tym samym nazwę „korpusiku”. Jego część stanowił pierwszy pułk, dowodzony przez podpułkownika Dionizego Czachowskiego.
18 marca 1863 roku doszło do zwycięskiej bitwy pod Grochowiskami. Po tej bitwie Langiewicz postanowił rozdzielić swoje wojsko. Sam natomiast, razem z kilkoma wyższymi oficerami, zdecydował wycofać się do Galicji, aby zorganizować powstanie na większą skalę. W czasie przekraczania granicy „dyktator” został aresztowany przez Austriaków. Po tym jak Langiewicz z oficerami odjechał, wśród powstańców zapanował chaos. „Korpusik” w ciągu paru następnych dni rozpadł się, a żołnierze przeszli granicę z Galicją, gdzie duża część z nich została aresztowana. Kilkuset żołnierzy udało się zebrać pod swoją komendą generałowi Józefowi Śmiechowskiemu, ale oni też 21 marca 1863 przeszli granicę. Z całego „korpusu” Langiewicza zdolność bojową zachował jedynie oddział podpułkownika Dionizego Czachowskiego.

## Potyczka
Czachowski ze swoimi ludźmi postanowił przejść w Góry Świętokrzyskie. W trakcie przemarszu napotkał wojska rosyjskie i doszło do walki. Brak jest bliższych szczegółów dotyczących tego starcia. Kilka źródeł informuje o tym, że takie zdarzenie miało miejsce, ale nie podają one bliższych szczegółów. Według krakowskiego „Czasu” Czachowski 19 marca 1863 obozował w Wełeczu. 20 marca 1863, w czasie marszu wojsk powstańczych, doszło pod Potokiem do spotkania z wojskami rosyjskimi. Potyczka zakończyła się polskim zwycięstwem, a Czachowskiemu udało się utorować drogę w Góry Świętokrzyskie. Oddział powstańczy liczył wtedy około 300 ludzi. Źródła nie podają żadnych informacji o stratach i sile przeciwnika. Walka prawdopodobnie nie przybrała większych rozmiarów, gdyż zarówno „Czas” jak i „Wiadomości z pola bitwy” określają to starcie mianem potyczki. Z militarnego punktu widzenia nie miała więc ona większego znaczenia.
Potyczka pod Potokiem miała natomiast znaczenie propagandowe, gdyż sam fakt jej stoczenia wskazywał, że powstanie trwa i się rozwija. Miało to szczególne znaczenie w kontekście niedawnego upadku dyktatury Langiewicza i rozpadu jego „korpusiku”. Krakowski „Czas” po wzmiance o tej potyczce podał:  

Głucha wieść niesie, iż oddział ten zwiększony do 500 ludzi, ruszył po boju w dalszy pochód.

Z kolei „Wiadomości z pola bitwy”, które były czasopismem Rządu Narodowego wzmiankę o tej potyczce poprzedziły wyraźnie propagandowym wstępem (pisownia oryginalna): 

Niektóre z rozdzielonych przez Dyktatora oddziałów, stoczyły już nie jedną pomyślną z najezdnikami potyczkę, dając ciągłe   dowody niezachwianego męztwa i na coraz rozleglejsze okolice rozszerzając groźne dla naszych ciemięzców powstanie.

W praktyce z „korpusiku” Langiewicza walczył już w tym czasie tylko Czachowski ze swoim oddziałem. Potyczką pod Potokiem Czachowski zapoczątkował swoją kilkumiesięczną, samodzielną, partyzancką kampanię, ściągając tym samym na siebie uwagę ówczesnej prasy.